# 11 Boyndie Street
Unter der Adresse 11 Boyndie Street in der schottischen Kleinstadt Banff in der Council Area Aberdeenshire befindet sich ein ehemaliges Wohngebäude, das heute dem Banff Town and County Club als Clubhaus dient. Das Bauwerk wurde 1972 in die schottischen Denkmallisten in der höchsten Denkmalkategorie A aufgenommen.

## Geschichte
Als der Textilindustrielle George Robinson, der als Partner Alexander Hays eine Leinenweberei in Banff betrieb, das Grundstück im Jahre 1772 erwarb, befand sich dort bereits ein Gebäude. Es entstand vermutlich im mittleren 18. Jahrhundert. Robinson ließ das Gebäude erweitern und überarbeiten. George Robinson und sein Sohn fungierten zwischen 1790 und 1831 beinahe ununterbrochen als Provost von Banff. Die Gravur der englischen Rose und der schottischen Distel auf einem offenen Kamin im ersten Obergeschoss stehen für die Verbindung des aus England stammenden George Robinson mit seiner schottischstämmigen Frau Bathia Garden. Heute beherbergt das Gebäude den Banff Town and County Club.

## Beschreibung
Das zwei- bis dreistöckige Gebäude steht an der Boyndie Street im historischen Zentrum Banffs. Die Hauptfassade des grob U-förmigen Gebäudes findet sich nicht entlang der Straße, sondern im Innenhof, der über die Kingswell Lane zugänglich ist. Sie erhielt ihr heutiges Aussehen vermutlich im Zuge der Überarbeitung 1772. Die Fassade ist mit einem venezianischen Fenster und abschließendem Dreiecksgiebel gestaltet. Mit Ausnahme dieses Bauteils sind die Fassaden mit Harl verputzt. Die straßenseitige Fassade ist weitgehend schmucklos. Der mittige Zwerchgiebel ist mit giebelständigem Kamin ausgeführt.